# Grobowiec Scypionów
Grobowiec Scypionów – starożytny grobowiec rodzinny, w którym chowani byli członkowie rodziny Scypionów, znajdujący się w Rzymie pomiędzy via Appia a via Latina.
Należący do posiadającego sabińskie korzenie rodu Korneliuszy Scypionowie w przeciwieństwie do wielu innych rodzin patrycjuszowskich praktykowali inhumację, a nie kremację. Grobowiec powstał w pierwszej połowie III wieku p.n.e., przypuszczalnie na zlecenie Lucjusza Korneliusza Scypiona Barbatusa, konsula z roku 298 p.n.e. On też był pierwszą pochowaną w grobowcu osobą, a jego sarkofag, umieszczony na honorowym miejscu, był najozdobniejszym ze wszystkich. Grobowiec został wykuty w skale tufowej. Pierwotnie składał się z kwadratowej komory grobowej i prowadzącego do niej hypogeum. Około 150 roku p.n.e., prawdopodobnie z inicjatywy Scypiona Afrykańskiego Młodszego, komora została przeorganizowana i dodano drugie, mniejsze hypogeum. W podziemnych ścianach drążono nisze, w których ustawiano sarkofagi. Na powierzchni znajdowało się podium z trzema łukowatymi wejściami prowadzącymi do wnętrza grobowca. Na podium wzniesiono olbrzymią nadbudowę, której frontowa fasada podzielona była sześcioma korynckimi półkolumnami na trzy szersze i dwie węższe części. Wygląd fasady znany jest dzięki relacji Liwiusza (Ab Urbe condita 38,56). W szerszych jej częściach znajdowały się nisze, w których ustawione były posągi Scypiona Afrykańskiego Starszego, Lucjusza Scypiona Azjatyckiego oraz poety Enniusza. Chociaż ostatnie pochówki w grobowcu miały miejsce w II wieku p.n.e., dbano o niego do końca starożytności, ostatnie prace renowacyjne wykonano jeszcze w IV wieku n.e.
W czasach nowożytnych grobowiec został odkryty po raz pierwszy w 1614 roku. Nie doceniono wówczas wagi odkrycia, ograniczając się jedynie do skucia z sarkofagu Lucjusza Korneliusza Scypiona, konsula z roku 259 p.n.e., tablicy z inskrypcją pamiątkową, którą następnie sprzedano. Ponownie odkopano go w maju 1780 roku, podczas robót ziemnych w należącej do rodziny Sassi pobliskiej winnicy. W trakcie trzyletnich prac archeologicznych wydobyto wówczas znajdujące się w podziemnej komorze sarkofagi i odnaleziono głowę należącą przypuszczalnie do posągu Enniusza. W 1880 roku – dzięki staraniom archeologa Rodolfo Lancianiego – ziemia, na której znajduje się grobowiec, została zakupiona przez miasto Rzym. W 1926 roku przeprowadzono w grobowcu prace restauratorskie. Sarkofagi i inne znaleziska znajdują się obecnie w zbiorach Muzeów Watykańskich.

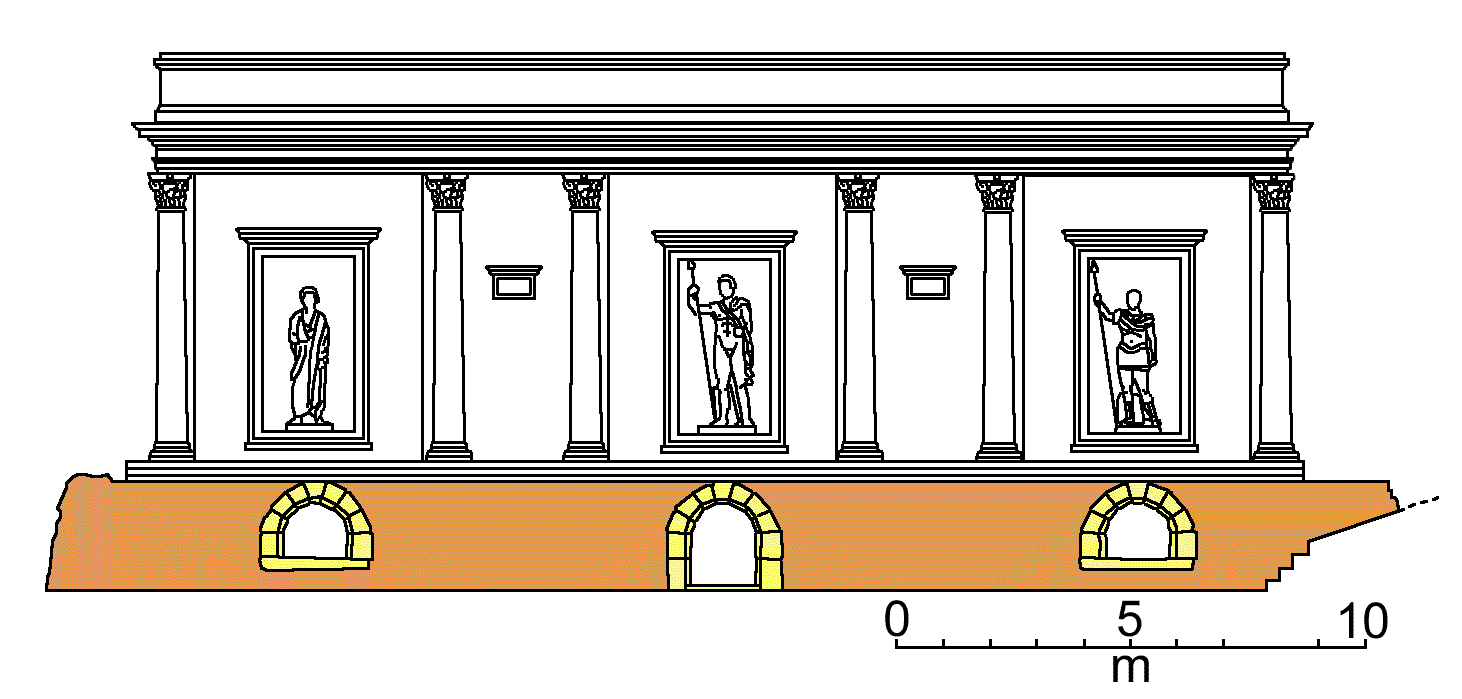
Rekonstrukcja fasady grobowca
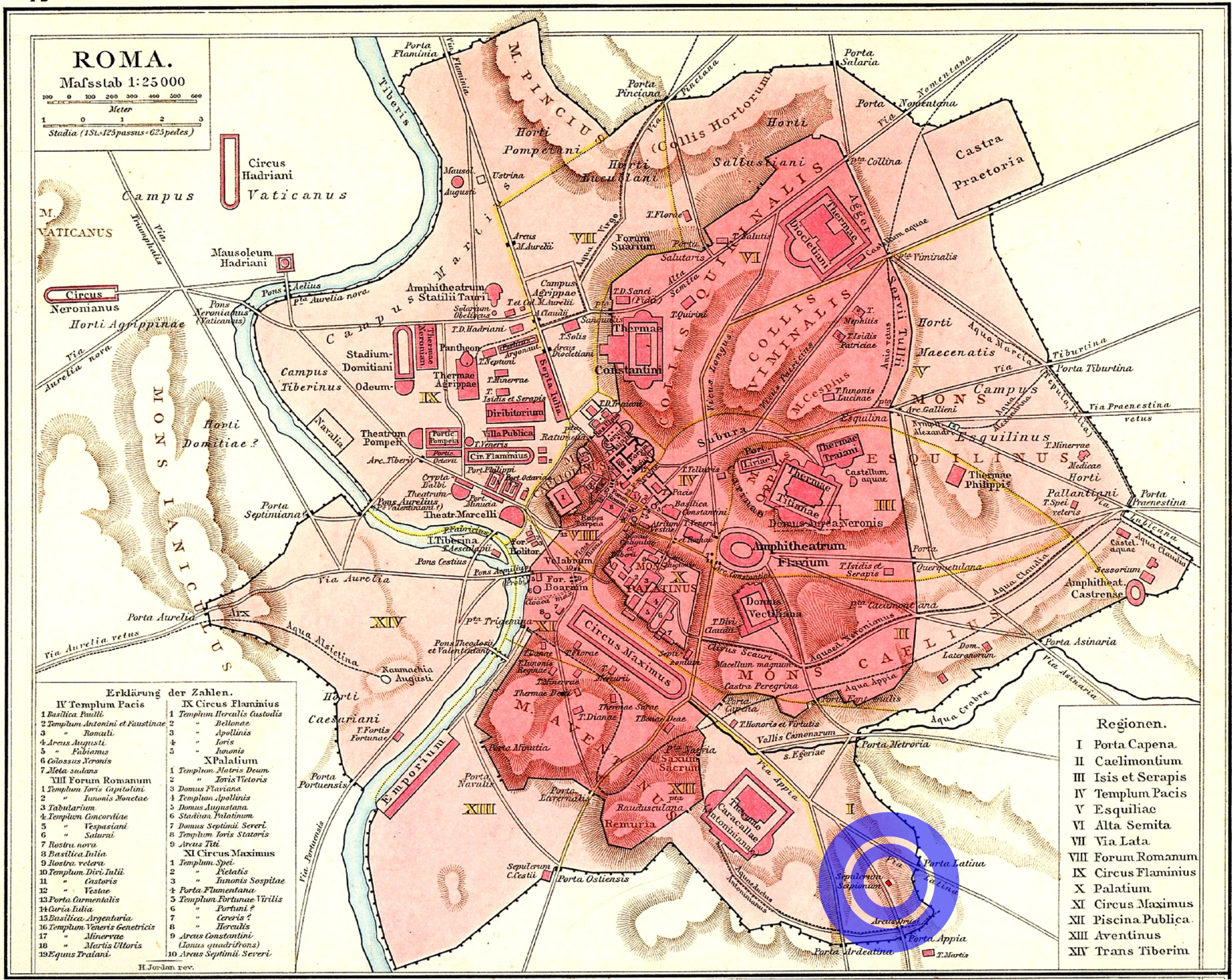
Położenie grobowca na planie starożytnego Rzymu
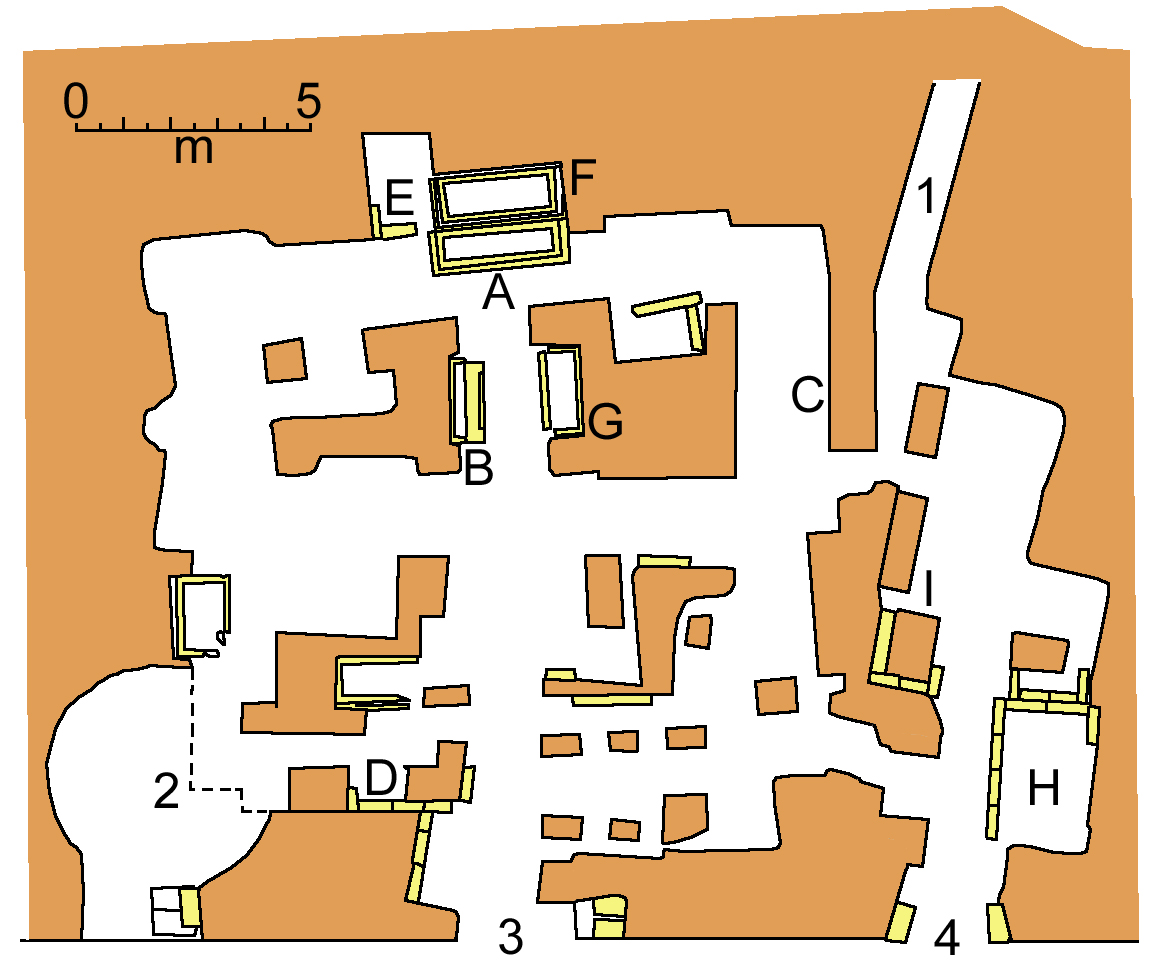
Plan grobowca